# Sony Xperia V
El Sony Xperia V es un teléfono inteligente diseñado, desarrollado y comercializado por Sony Mobile Communications. Inaugurado el 29 de agosto de 2012 en Berlín, el Xperia V pertenece a la línea de teléfono de Sony de la segunda mitad de 2012 (Xperia), que incluye el buque insignia Sony Xperia T y el nivel de entrada Sony Xperia J. El dispositivo de 4,3 pulgadas (110 mm) emplea un 1280×720 (720p) píxeles de resolución, un procesador de doble núcleo a 1,512 GHz y una cámara de 13 megapíxeles, mientras que es protegido por una capa exterior resistente al agua.4,3 pulgadas (109,2 mm)

## Lanzamiento
El dispositivo fue anunciado oficialmente por Sony el 29 de agosto de 2012 en Berlín, junto con el Xperia J y Xperia T. El dispositivo es resistente al agua y polvo, que es similar al Xperia Go y Xperia acro S. Y fue lanzado en diciembre de 2012.

## Hardware
El teléfono tiene una pantalla táctil capacitiva que mide 4,3 pulgadas con una resolución de 1280x720 píxeles a 342 ppi equipado con Mobile BRAVIA Engine 2 de Sony que mejora la pantalla del dispositivo. Es capaz de mostrar 16.777.216 colores y soportes multitáctiles. La cámara del dispositivo tiene 13 megapíxeles con capacidad de 16 veces el zoom digital con Exmor R de Sony para la baja captación de luz. Es capaz de grabar vídeo a 1080p HD y videollamada. El teléfono también cuenta con una cámara frontal VGA de 0,3 megapíxeles. El dispositivo tiene un procesador Qualcomm Snapdragon de doble núcleo de 1,5 GHz con 1 GB de RAM, memoria interna de 8 GB y una ranura externa para expansión de almacenamiento de hasta 32 GB. El dispositivo también es NFC (Near Field Communication) habilitado para que se puede utilizar con SmartTags Xperia, o para las transacciones financieras de bajo valor, como NFC se generalice en uso, con las aplicaciones adecuadas de Google Play. El dispositivo también cuenta con un conector micro USB con USB, en el soporte Go también cuenta con una resistente pantalla a los arañazos y vidrio irrompible y el polvo (IP5X) y resistente al agua (IPX5/7) clasificación similar a la del Sony Xperia acro S y cacaracutu.
.

## Software
El teléfono es lanzado con Android 4.0 Ice Cream Sandwich de Sony integrado con Facebook y la interfaz de usuario Timescape construido en los servicios en línea de apoyo, como Twitter, YouTube y Picasa. El navegador del dispositivo es compatible con HTML y HTML5 y también cuenta con radio FM estéreo con RDS integrado, PlayStation Certified que permite a los usuarios jugar juegos de PlayStation Suite y está conectado a la Sony Entertainment Network, que permite a los usuarios acceder a Music & Video Unlimited. Aparte de eso, el dispositivo también cuenta con el reproductor de música Walkman con un ecualizador manual y cuenta con la certificación DLNA.
El sistema operativo se puede actualizar a 4.1.2 Jellybean.